# Diabet zaharat, nutriție și boli metabolice
Diabet zaharat, nutriție și boli metabolice este specialitatea medicală ce implică însușirea abilităților privind screeningul, diagnosticul, măsurile de prevenție și managementul clinic general al tuturor aspectelor diabetului zaharat și al complicațiilor sale (acute și cronice), cât și al bolilor metabolice.